# Hotel Puerta América
L'hotel Puerta America è un albergo situato a Madrid in Spagna all'indirizzo n 41 sulla Avenida de America.

## Descrizione
Utilizzato come hotel a cinque stelle, è stato costruito tra il 2003 e il 2005 su un sito appartenente alle strutture sportive del Fondazione Apostolo Santiago.
L'edificio è stato concepito come un progetto collettivo di 18 architetti e designer internazionali. Il francese Jean Nouvel era responsabile del tetto, del dodicesimo piano e della facciata multicolore.
Ciascuno dei piani interni della struttura è stato realizzato da un autore diverso:
- Seminterrato (parcheggio): Teresa Sapey
- Pian terreno: John Pawson
- Primo: Zaha Hadid
- Secondo: Norman Foster
- Terzo: David Chipperfield
- Quarto: Plasma Studio (E. Castro e H. Kehne)
- Quinto: Victorio e Lucchino
- Sesto: Marc Newson
- Settimo: Ron Arad
- Ottavo: Kathryn Findlay
- Nono: Richard Gluckman
- Decimo: Arata Isozaki
- Undicesimo: Javier Mariscal e Fernando Salas
- Dodicesimo: Jean Nouvel
- Christian Liaigre ha progettato il ristorante, Marc Newson il bar, e Jason Bruges e Arnold Chan sono stati i responsabili dell'illuminazione.